# Cappella di San Rocco (Orco Feglino)
La cappella di San Rocco è un luogo di culto cattolico situato nella frazione capoluogo di Feglino nel comune di Orco Feglino, in provincia di Savona.

## Storia e descrizione
La cappella sorse probabilmente nel XVII secolo lungo una via di accesso alle porte del paese, per proteggere quest'ultimo dalle epidemie di peste, in quell'epoca molto diffuse.
Si presenta come un piccolo edificio apparentemente costituito da due fasi costruttive differenti. Una prima, attualmente la parte posteriore in cui insiste il presbiterio, è una piccola cappella ottagonale; una seconda è la parte frontale, costituita da un ambiente ad aula unica collegato con il precedente.
La facciata a capanna non presenta decorazione o fregi. Il portone centrale è affiancato da due finestre e sormontato da un oculo. Sul tetto svetta un piccolo campanile a vela con un'unica campana.